# Cosmethis disparilis
Cosmethis disparilis là một loài bướm đêm trong họ Geometridae.